# Seru Epenisa Cakobau
Seru Epenisa Cakobau (ur. 1815/1817, zm. 1 lutego 1883) – fidżyjski Ratu, król Fidżi w latach 1871–1874.
Urodził się w 1815 lub 1817. Jego ojcem był Tanoa, wódz wyspy Bau, po którego śmierci w 1852 sam został władcą wyspy. Był kanibalem, w 1854 roku przyjął chrześcijaństwo, na które nawrócił go misjonarz James Calvert, przyjął także dodatkowe imię Epenisa. Udało mu się zjednoczyć archipelag Fidżi w 1871 roku i zostać jego królem. W obawie przed podbojem ze strony sąsiadów przekazał kraj Brytyjczykom. Zmarł 1 lutego 1883 na Bau.
Miał cztery żony:
- Adi Samanunu (po chrzcie Adi Litia)

- Adi Qalirea (starsza siostra Adi Samanunu, miał z nią troje dzieci)

- Adi Lalaciwa (miał z nią dwoje dzieci)

- Adi Uvu